# Vol XL Airways Germany 888T
Le vol XL Airways Germany 888T désigne un Airbus A320 de la compagnie Air New Zealand qui s'est abîmé en Méditerranée le  27 novembre 2008, à 15 h 46 UTC à 7 km au large de Canet alors qu'il effectuait un vol d'acceptation et était en phase d'approche de l'aéroport de Perpignan-Rivesaltes. Des sept personnes qui se trouvaient à bord, aucune n'a survécu au crash.
L'enquête qui a suivi a attribué l'accident à des procédures de maintenance incorrectes qui ont permis à de l'eau de pénétrer et de geler dans les sondes d'incidence pendant le vol, les rendant inopérantes, combinées à la tentative de l'équipage d'effectuer un test à une altitude dangereusement basse.

## Contexte

### Appareil

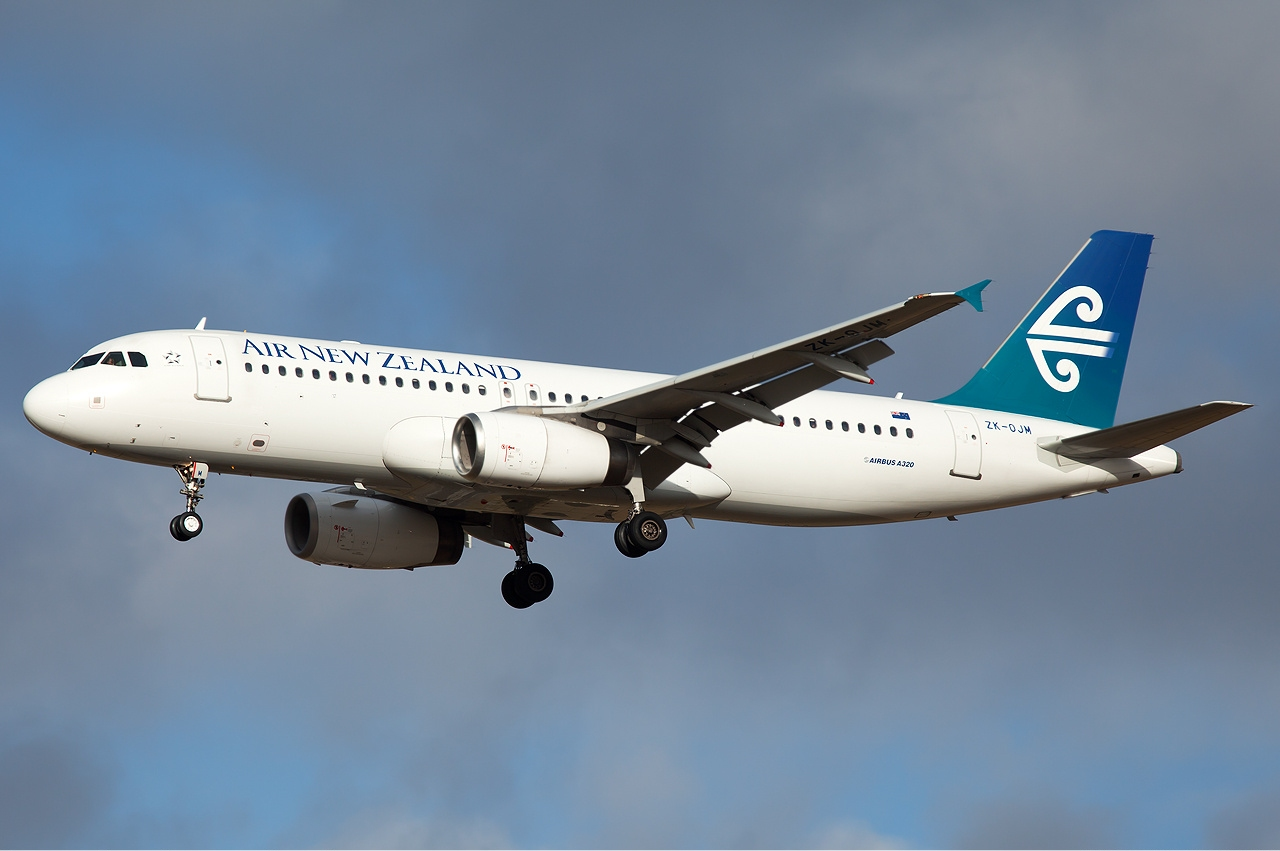
Le jour de l'accident, l'avion impliqué (D-AXLA) avait été récemment repeint et ressemblait à cet A320 d'Air New Zealand.

L'Airbus A320-232 d'Air New Zealand était loué depuis 2006 à la société XL Airways Germany. Il se trouvait depuis le 3 novembre 2008 chez la société de maintenance aéronautique EAS Industries à Perpignan pour une mise aux couleurs de la compagnie néo-zélandaise. 
L'avion, le 2 500e de la famille A320, était sorti des usines Airbus de Toulouse en juillet 2005 puis avait été livré à la compagnie Freedom Air, filiale low-cost d'Air New Zealand et totalisait 7 000 heures de vol et 2 800 cycles de vol. Si, comme l'a affirmé Dominique Bussereau, secrétaire d'État aux Transports français, l'A320 n'a reçu chez EAS Industries qu'« une visite légère pour la transformation de la peinture », il a tout de même fait l'objet d'une intervention technique. Elle a donné lieu à une approbation pour remise en service (APRS). Par ailleurs, pendant son séjour à Perpignan, l'appareil a dû subir des opérations classiques de maintenance (pression des pneus, vérifications de base...). Selon le Bureau d'enquêtes et d'analyses (BEA), « un premier examen des documents n'a pas fait apparaître d'anomalie ».

### Passagers et équipage
Un commandant de bord de 51 ans, Norbert Käppel, et un copilote de 58 ans, Theodor Ketzer, tous deux de nationalité allemande et appartenant à XL Airways se trouvaient aux commandes, accompagnés par cinq Néo-Zélandais : un pilote (Brian Horrel, 52 ans), trois ingénieurs (Noel Marsh, 35 ans, Michael Gyles, 49 ans et Murray White, 37 ans) et un représentant de l'autorité de l'aviation civile néo-zélandaise (CAA) (Jeremy Cook, 50 ans). 

### Vol
L'avion a décollé de Perpignan à 13 h 30 UTC pour un vol de validation avant sa livraison à Air New Zealand. Après son décollage, il a survolé Gaillac (Tarn) à 14 h 46 UTC et devait ensuite faire un toucher à Perpignan (c'est-à-dire décoller aussitôt posé, sans rentrer au parking), puis se rendre à Francfort où devait se dérouler le transfert à Air New Zealand. 
Trois à quatre minutes avant le crash, le pilote annonce qu'il amorce sa descente vers Perpignan « sans aucun problème ». L'appareil avait déjà effectué un vol d'essai d'environ une heure en direction de la mer le 27 novembre 2008 au matin, quelques heures avant le vol accidenté. Toutes les procédures avaient été respectées et suivies depuis le Centre en route de la navigation aérienne (CRNA Sud-Est) d'Aix-en-Provence. Rien d'anormal n'avait été signalé par les contrôleurs aériens.

## Accident
Alors qu'il procédait à son approche à 3 500 pieds (1 070 mètres) au-dessus de la Méditerranée par « conditions météo dégradées » (vent de nord/nord-ouest de 18-20 nœuds et rafales de 30 nœuds, soit 55 km/h), l'avion aurait dû rejoindre le point situé à 2 000 pieds à la verticale d'Elne. 
Les transmissions ont été interrompues à ce moment-là, sans qu'aucun appel de détresse ne soit lancé. Le contrôleur aérien de l'aéroport de Perpignan-Rivesaltes qui suivait l'avion a vu que l'A320 faisait un piqué et opérait un virage à gauche dans les derniers mètres de la descente. 
L'accident a lieu lors d'un essai consistant à ralentir l'avion jusqu'à la limite du décrochage. Cet essai était prévu à 14 000 pieds, mais le vol ayant été écourté, il a été effectué à 4 000 pieds alors que l'appareil était en approche de l'aéroport de Perpignan. 
La perte de contrôle a laissé d'autant moins de chances à l'équipage allemand, qui n'avait pas bénéficié de formation spécifique pour ce type de vol, de récupérer la situation et de sauver l'avion. L'appareil s'est abîmé en mer, à un peu plus de 5 km du cordon littoral qui sépare l'étang de Canet-Saint-Nazaire de la Méditerranée, à 6,5 km au sud-est du port de Canet-en-Roussillon (42° 39′ 48″ N, 3° 06′ 00″ E).

## Recherche et sauvetage
Sitôt alerté, le Centre régional opérationnel de surveillance et de sauvetage (CROSS) Méditerranée envoie sur place des moyens de recherche et sauvetage : cinq vedettes de la Société nationale de sauvetage en mer (SNSM), les vedettes Le Tech et Le Maury de la Gendarmerie maritime, une vedette des pompiers, un avion de patrouille maritime Atlantique ATL2 de la Base d'aéronautique navale de Nîmes-Garons, un avion de surveillance maritime (Surmar) Falcon 50 de la Base d'aéronautique navale de Lann-Bihoué, un hélicoptère EC-145 de la Sécurité civile, ainsi qu'un hélicoptère de service public Dauphin SA 365N de l'aviation navale. 
Les aéronefs repèrent l'épave de l'avion (partie arrière, un morceau de la carlingue et une aile), qui repose par 35-40 mètres de fond sur un sol sablonneux et dont les débris sont éparpillés dans un rayon de 800 mètres. Certains d'entre eux ont dérivé jusqu'à la frontière espagnole et ont été récupérés par la Guardia civil. 
Le 28 novembre 2008, la Marine nationale envoie à 6 h 0 UTC dans le secteur le chasseur de mines Verseau (M651), équipé d'un sonar, ainsi que le bâtiment de soutien, d’assistance et de dépollution Ailette à 7 h 0 UTC et un hélicoptère Fennec de la Gendarmerie nationale à 9 h 30 UTC. 
Le Verseau et ses plongeurs démineurs recherchent les boîtes noires dans un cercle de 5 km de diamètre, à environ 7 km de la côte, lesquelles sont repérées dans la soirée. L'une d'entre elles, le Cockpit Voice Recorder (CVR), qui enregistre les conversations du cockpit, est repêchée le 29 novembre 2008. La seconde, le Digital Fly Data Recorder (DFDR), qui enregistre les données du vol, est remontée à la surface le 1er décembre 2008. La récupération de l'ensemble de l'épave est envisagée « dans un délai raisonnable » par le procureur adjoint du tribunal de grande instance de Perpignan.

## Enquête
Deux juges d'instruction du tribunal de grande instance de Perpignan ont été cosaisis de l'affaire et une information judiciaire pour homicide involontaire a été ouverte le 1er décembre 2008. L'enquête technique aéronautique est confiée au Bureau d'enquêtes et d'analyses (BEA), lequel travaille en collaboration avec ses homologues allemand (le Bundesstelle für Flugunfalluntersuchung), néo-zélandais (la Transport Accident Investigation Commission) et américain (le Conseil National de la Sécurité des Transports). Les deux boîtes noires sont « très endommagées » : « Les boîtiers protégés ont résisté et les cartes mémoires paraissent intactes, mais aucune donnée n'a pu en être extraite », déclare le BEA. Les boîtes noires sont renvoyées à leur constructeur Honeywell, à Seattle (États-Unis). Début janvier 2009,  le BEA précise, en accord avec le procureur de la République de Perpignan, que « les travaux entrepris dans les laboratoires du constructeur avec la participation d'enquêteurs spécialisés ont effectivement permis de récupérer les données des cartes mémoires des deux enregistreurs ».
Le BEA publie le 27 novembre 2008 un rapport définitif dont il ressort que « le vol ayant été écourté, une vérification à basse vitesse prévue en altitude a été effectuée au cours de l'approche sur Perpignan. C'est au cours de cette vérification que l'équipage a perdu le contrôle de l'avion qui s'est écrasé en mer. »
Les relevés de la lecture du DFDR (enregistreur de paramètres), que le rapport reproduit, montrent que l'information d'incidence des sondes AOA s'est figé à une valeur de 4° à mi-vol. Elle n'a ensuite pas varié comme elle l'aurait dû, en fonction de la vitesse.

## Causes
Le rapport final du BEA liste les facteurs contributifs suivants : 
- L'équipage effectue des manœuvres à faible vitesse à faible altitude (4 000 pieds) alors que le manuel de l'appareil stipule de les effectuer à 14 000 pieds.
- Trois jours avant le vol, un rinçage de l'avion a été effectué sans protéger les sondes d'incidence. Durant la montée, l'eau entrée dans certaines des sondes a gelé, et les a bloquées.
- Il y a trois sondes d'incidence sur l'avion ; le calculateur utilise une logique majoritaire (comme sur la navette spatiale) pour les informations venant de ces trois sondes. Il suffisait que deux des sondes soient gelées pour que le calculateur retienne les informations des deux sondes en défaut et pas celles de la troisième. Les calculateurs ont alors déterminé des vitesses erronées de protection contre le décrochage, entraînant la mise en butée à cabrer du PHR (plan horizontal réglable) lors de l'exercice d'approche du décrochage. Lors de la reprise en pilotage manuel, sans autotrim, l'avion était pratiquement incontrôlable.

## Identification des victimes
La commission d'identification des victimes, composée de médecins légistes, experts odontologues et techniciens de l'institut de recherche criminelle de la gendarmerie nationale (IRCGN), se réunit le 13 janvier 2009 pour procéder aux comparaisons ADN afin de croiser leurs informations et de valider les identités des sept corps retrouvés.

## Médias
L'accident a fait l'objet d'un épisode dans la série télé Air Crash nommé « Test mortel » (saison 13 - épisode 8).